# Неизвестен бунтар
„Неизвестен бунтар“ (на английски: Unknown Rebel, също и Tank Man) е историческа фотография и прозвище на заснетия на нея китайски демонстрант.
Неизвестният бунтар спира за кратко колона от танкове „Т-59“ при смазването на студентските протести по време на т.нар. събития на площад Тянанмън на 5 юни 1989 г. - един ден след клането на площада.
Това е най-популярната снимка на американския фотограф от Калифорния Джеф Уайденер, репортер на Асошиейтед прес, с която той става световноизвестен фотограф. Снимката е направена от шестия етаж на хотел „Пекин“.
През 2006 г. на въпрос на американска журналистка за съдбата на „неизвестния бунтар“ Дзян Дзъмин отговаря, че нищо лошо, нито необичайно не му се е случило след неговата своеобразна „саможертва“.